# Lyncina leviathan
Lyncina leviathan là một loài tropical ốc biển, là động vật thân mềm chân bụng sống ở biển trong họ Cypraeidae, họ ốc sứ.
This species is common ở hải vực Ấn Độ Dương-Thái Bình Dương oceans. It inhabits rocky intertidal areas and caves at depths of up to 8 m.

## Phụ loài
Three subspecies are known:
- Cypraea leviathan leviathan - leviathan cowry, là đặc hữu của Hawaii
- Cypraea leviathan bouteti - Boutet's leviathan cowry, found throughout Polynesia
- Cypraea leviathan titan - titanic cowry, found throughout Ấn Độ và miền trung [[Thái Bình Dương Oceans

## Hình ảnh

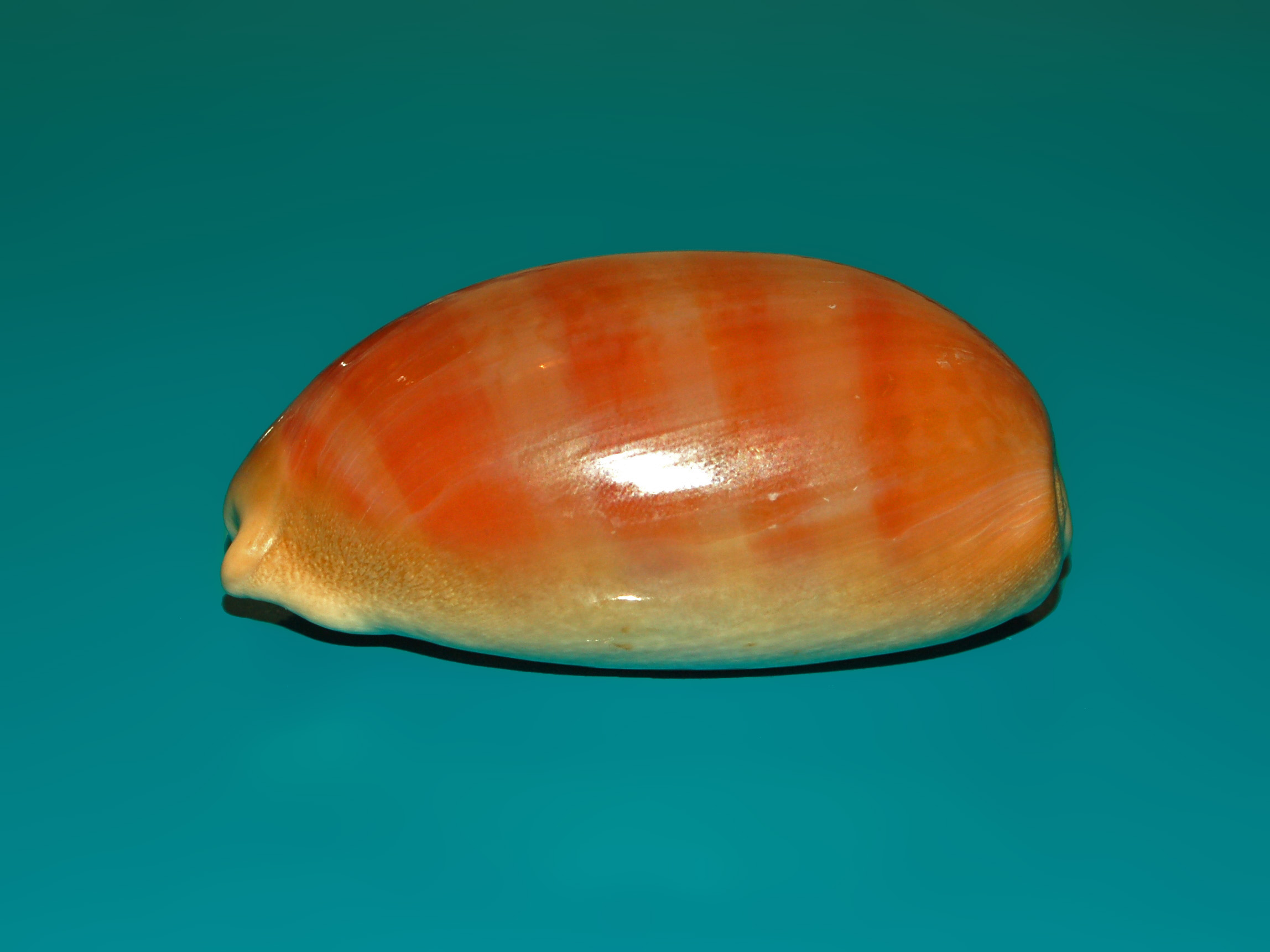
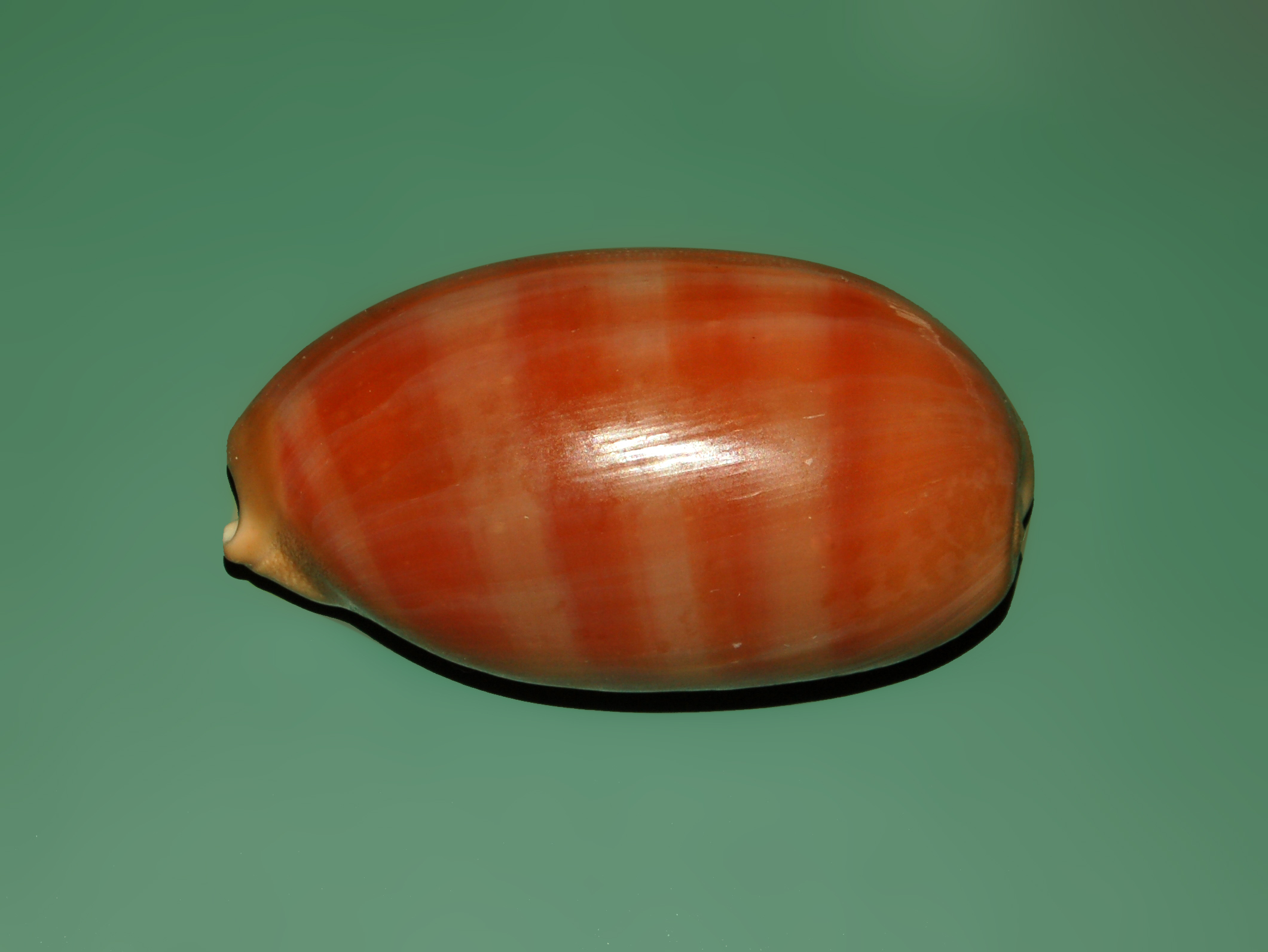
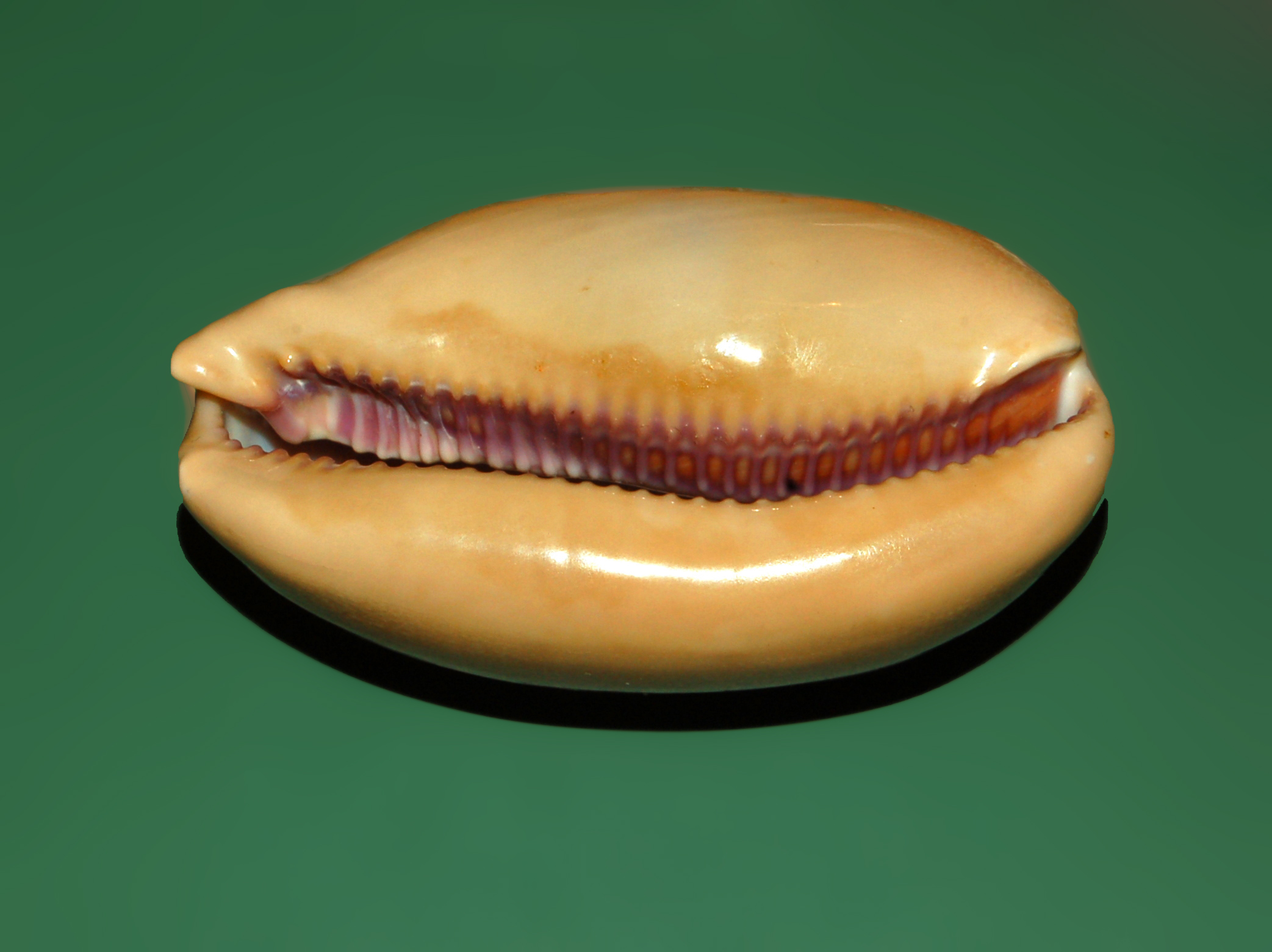
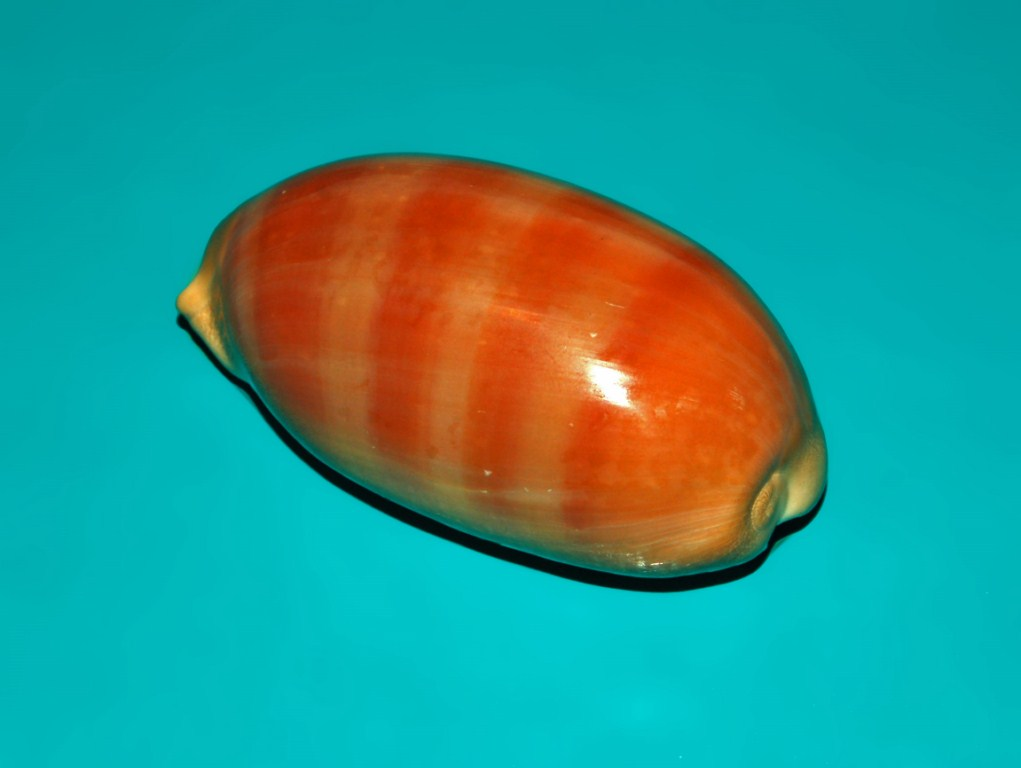